# Zboiska (Lwów)

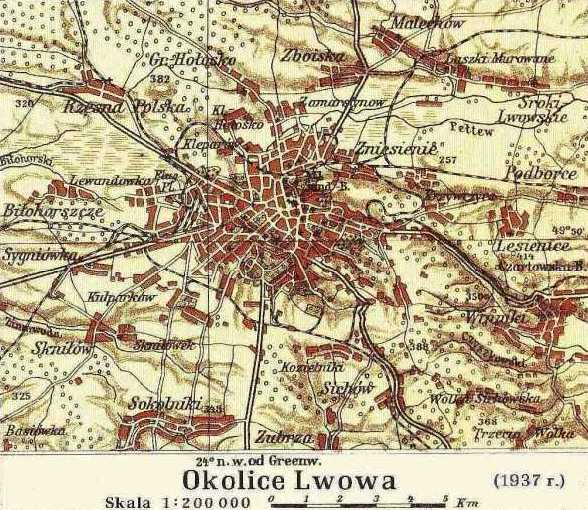
Okolice Lwowa, mapa topograficzna, 1937

Zboiska (ukr. Збоїща) – początkowo wieś, obecnie dzielnica Lwowa, w rejonie szewczenkowskim, położona na północny wschód od Zamarstynowa, na krawędzi Roztocza; pełni funkcje mieszkaniowe.
W wyniku I rozbioru Polski w 1772 r. Zboiska znalazły się w zaborze austriackim. Należały do cyrkułu lwowskiego. W wydanym po raz pierwszy w 1786 r. dziełku pt. „Geografia (...) Galicyi i Lodomeryi” jego autor, hrabia Ewaryst Andrzej Kuropatnicki, nie poświęcił im wiele miejsca, pisząc tylko: Wieś sławna austeryą, do której droga teraz murowana, daje sposobność spacerów z miasta [tj. z Lwowa]. W XIX w. w Zboiskach, które wtedy były jeszcze samodzielną wsią, znajdowała się popularna kręgielnia, którą raz także odwiedził cesarz Franciszek Józef I.
W latach 1918–1919, w czasie walk o Lwów, wieś przechodziła z rąk do rąk, będąc terenem zaciętych walk polsko-ukraińskich.
W latach 1932–1933 w Zboiskach wzniesiono drewniany kościół rzymskokatolicki. W 1946 r. świątynię zamieniono na magazyn, potem na garbarnię, w końcu na skład papierów. W latach 90., po wielu perturbacjach z władzami świeckimi wierni odzyskali kościół. Erygowano przy nim parafię pw. Matki Bożej Nieustającej Pomocy, której prowadzenie powierzono zgromadzeniu zmartwychwstańców. Na miejscu starego, rozebranego kościoła powstał nowy, którego budowę dzięki ofiarności wiernych z Polski oraz innych krajów zakończono w 2015 r.
W dniach 14–17 września 1939 r., w ramach obrony Lwowa, 10. Brygada Kawalerii płk. Stanisława Maczka stoczyła pod Zboiskami zwycięską bitwę z częścią niemieckiej 1. Dywizji Górskiej.